# Scaturiginichthys vermeilipinnis
Scaturiginichthys
Genre
Espèce
Scaturiginichthys vermeilipinnis, unique représentant du genre Scaturiginichthys, est une espèce de poissons osseux de la famille des Pseudomugilidae, endémique du Queensland en Australie. Elle fait partie de la liste des 100 espèces les plus menacées au monde établie par l'UICN en 2012.

## Description
La taille maximale connue pour les mâles Scaturiginichthys vermeilipinnis est de 25 mm. 

## Répartition et habitat
Ce petit poisson se rencontre dans de petits bassins alimentés par des sources d'une profondeur de quelques centimètres seulement. Ces mares sont exposées au plein soleil pendant la majeure partie de la journée où la température de l'air varie entre 3 °C l'hiver et 51 °C l'été. Ces zones et ce poisson sont désormais protégés.

## Étymologie
Le genre Scaturiginichthys dérive de scaturginis, source bouillante, en référence à son habitat dans les aquifères intérieurs du drainage du lac Eyre, dans le Queensland, et ichthys, poisson.
Son nom spécifique, dérivé de l'ancien français vermeil (rouge, vermillon) et du latin pinnis, « nageoire », fait référence aux nageoires des mâles bordées de rouge.

## Publication originale
- (en) W. Ivantsoff, P. J. Unmack, B. Saeed et L. E. L. M. Crowley, « A redfinned blue-eye, a new species and genus of the family Pseudomugilidae from central western Queensland », Journal of the Australia New Guinea Fishes Association, Glenroy, vol. 6, no 4,‎ juillet 1991, p. 277-282 (ISSN 0813-3778).